# کوه اومارو (کاناگاوا)

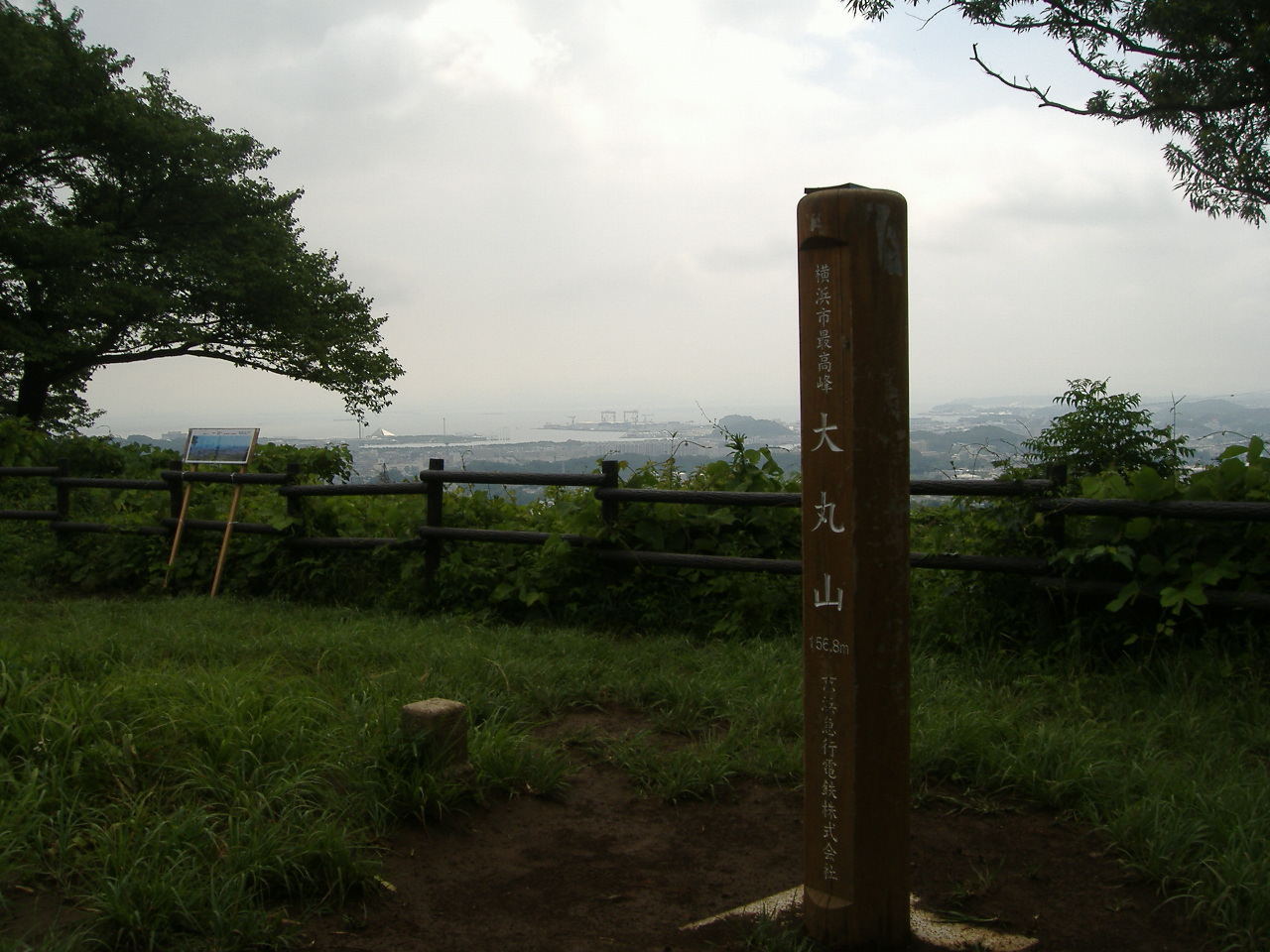
کوه اومارو. منظرهٔ خلیج توکیو در پایین دیده می‌شود.

کوه اومارو (به ژاپنی: 大丸山 Oomaruyama) در استان کاناگاوا (神奈川県) در نزدیک شهر یوکوهاما قرار دارد و یکی از تپه‌های می‌اورا محسوب می‌شود. ارتفاع این تپه ۱۵۶ متر است.  